# Daniela Gattelli
Daniela Gattelli (* 19. November 1975 in Ravenna) ist eine ehemalige italienische Beachvolleyballspielerin.

## Karriere
Gattelli bestritt 1996 ihr erstes internationales Turnier mit Lucilla Perrotta. Im folgenden Jahr belegten die Italienerinnen bei der ersten Weltmeisterschaft Platz 17. Bei der Europameisterschaft in Riccione unterlagen sie erst im Finale ihren Landsfrauen Laura Bruschini und Annamaria Solazzi. 1999 schlossen sie die Weltmeisterschaft in Marseille und die EM in Palma jeweils auf Rang 13 ab. Im olympischen Turnier 2000 qualifizierten sie sich über die Verlierer-Runde fürs Achtelfinale, das sie gegen die US-Amerikanerinnen May/McPeak verloren. In der gleichen Runde scheiterten sie bei der Weltmeisterschaft 2001 gegen Youngs/Fontana.
2002 in Basel feierten Gattelli/Perrotta ihren größten Erfolg, als sie im Finale gegen Rebekka Kadijk und Marrit Leenstra Europameister wurden. Die folgenden beiden EM-Turniere 2003 in Alanya und 2004 in Timmendorfer Strand endeten jeweils mit dem Gewinn der Bronze-Medaille. Schlechter lief es zwischenzeitlich bei der WM in Rio de Janeiro, wo die beiden Italienerinnen bereits in der Vorrunde ausschieden. Bei ihrer zweiten Olympiateilnahme unterlagen sie 2004 in Athen nach einem Achtelfinal-Erfolg gegen Lahme/Müsch im Viertelfinale den Australierinnen Cook/Sanderson. Die Weltmeisterschaft 2005 beendeten sie nach zwei Niederlagen auf Platz 25. Zwei Jahre später gelang ihnen in Gstaad kein Satzgewinn. 2008 trennten sich Gattelli und Perrotta nach dem Erreichen des Achtelfinales bei den Marseille Open und beendeten anschließend ihre Beachvolleyballkarrieren.